# WWE Draft (2020)
WWE Draft 2020 foi a décima quinta edição do WWE Draft (ou Superstar Shake-up) de luta livre profissional americana promovido em outubro de 2020 pela empresa World Wrestling Entertainment (WWE), entre as suas marcas Raw e SmackDown.
O Draft 2020 iniciou na edição de 9 de outubro de 2020 do SmackDown e terminou na edição de 12 de outubro de 2020 do Raw. Ambos os programas transmitidos do Amway Center (também conhecido como WWE ThunderDome) em Orlando (Flórida), com o SmackDown transmitido via emissora de televisão FOX e o Raw via rede de televisão USA.

## Produção

### Conceito
O WWE Draft é um processo anual usado pela WWE enquanto uma extensão de marca está em vigor para atualizar as listas de suas divisões de marca, normalmente as marcas Raw e SmackDown. Em 2019, a promoção realizou dois drafts,  primeiro em abril e o segundo em outubro . O de abril tinha um formato de draft não tradicional - onde as decisões do draft eram anunciadas como tendo sido feitas nos bastidores e os lutadores selecionados simplesmente apareciam na marca sem uma grande revelação - enquanto o de outubro voltou ao formato tradicional. O draft de 2020 foi anunciado oficialmente durante o pay-per-view Clash of Champions em 27 de setembro e estava programado para ocorrer nas edições de 9 de outubro de 2020 e 12 de outubro de 2020 do SmackDown e Raw, respectivamente. Em 19 de agosto de 2020, durante a chamada de mídia do NXT TakeOver XXX, o executivo da WWE e chefe do NXT Triple H disse que o draft de 2020 também envolveria a marca NXT, mas o anúncio oficial que ocorreu durante o Clash of Champions afirmou que este draft seria apenas entre Raw e SmackDown. Em 30 de setembro de 2020, durante a chamada de mídia do NXT TakeOver 31, Triple H afirmou que não sabia se o NXT seria integrada ao draft e, em caso afirmativo, como seria. A propaganda da WWE alguns dias depois ainda afirmava que o draft era apenas entre Raw e SmackDown sem o envolvimento do NXT. Assim como os draft anteriores, os lutadores, incluindo todos os campeões, são elegíveis para o draft tanto do Raw quanto do SmackDown. No entanto, tanto o WWE Women's Tag Team Championship quanto o 24/7 Championship ainda serão defendidos em todas as marcas, independentemente da marca para a qual os campeões foram escolhidos.

### Regras do Draft de 2020
As regras para o draft de 2020 da WWE foram reveladas pela Fox Sports em 8 de outubro de 2020, que são as mesmas do draft anterior. Mais de 60 lutadores masculinos e femininos, bem como duplas individuais e stables, incluindo os atuais campeões, foram colocados nas piscinas de recrutamento de 2020. Mais de 20 lutadores foram anunciados como elegíveis para o draft na edição de 9 de outubro de 2020 do SmackDown e mais de 30 lutadores foram elegíveis para o draft na edição de 12 de outubro de 2020 do Raw. As regras do draft são as seguintes:
- Devido à duração de cada show, para cada duas escolhas que o SmackDown recebe, o Raw recebe três (como o SmackDown tem duas horas e o Raw três).
- As duplas e stables contarão como uma escolha, a menos que a FOX ou a USA, em conjunto com a WWE, queiram escolher especificamente um lutador do grupo.[a]
- Qualquer lutador não selecionado será imediatamente (em kayfabe) declarado agente livre e poderá assinar com a marca de sua escolha.

## Draft

### Noite 1:SmackDown(9 de outubro de 2020)
Houve quatro rodadas de escolhas de draft durante a primeira noite do draft de 2020. A Diretora de Marca da WWE, Stephanie McMahon, anunciou as escolhas para cada um.
| Rodada. | Escolha # | Lutador(a)                                                                  | Marca antes do Draft | Marca depois do Draft | Notas                                | Escolha da marca # |
| ------- | --------- | --------------------------------------------------------------------------- | -------------------- | --------------------- | ------------------------------------ | ------------------ |
| 1       | 1         | Drew McIntyre                                                               | Raw                  | Raw                   | Campeão da WWE                       | 1                  |
| 1       | 2         | Roman Reigns com Paul Heyman                                                | SmackDown            | SmackDown             | Campeão Universal                    | 1                  |
| 1       | 3         | Asuka                                                                       | Raw                  | Raw                   | Campeã Feminina do Raw               | 2                  |
| 1       | 4         | Seth Rollins                                                                | Raw                  | SmackDown             |                                      | 2                  |
| 1       | 5         | The Hurt Business (MVP, Bobby Lashley, Cedric Alexander e Shelton Benjamin) | Raw                  | Raw                   | Campeão dos Estados Unidos (Lashley) | 3                  |
| 2       | 6         | AJ Styles                                                                   | SmackDown            | Raw                   |                                      | 4                  |
| 2       | 7         | Sasha Banks                                                                 | SmackDown            | SmackDown             |                                      | 3                  |
| 2       | 8         | Naomi                                                                       | SmackDown            | Raw                   |                                      | 5                  |
| 2       | 9         | Bianca Belair                                                               | Raw                  | SmackDown             |                                      | 4                  |
| 2       | 10        | Nia Jax e Shayna Baszler                                                    | Raw                  | Raw                   | Campeãs Femininas de Duplas da WWE   | 6                  |
| 3       | 11        | Ricochet                                                                    | Raw                  | Raw                   |                                      | 7                  |
| 3       | 12        | Jey Uso                                                                     | SmackDown            | SmackDown             |                                      | 5                  |
| 3       | 13        | Mandy Rose                                                                  | Raw                  | Raw                   |                                      | 8                  |
| 3       | 14        | Rey Mysterio e Dominik Mysterio                                             | Raw                  | SmackDown             |                                      | 6                  |
| 3       | 15        | The Miz e John Morrison                                                     | SmackDown            | Raw                   |                                      | 9                  |
| 4       | 16        | Kofi Kingston e Xavier Woods                                                | SmackDown            | Raw                   | Campeões de Duplas do SmackDown      | 10                 |
| 4       | 17        | Big E                                                                       | SmackDown            | SmackDown             |                                      | 7                  |
| 4       | 18        | Dana Brooke                                                                 | Raw                  | Raw                   |                                      | 11                 |
| 4       | 19        | Otis                                                                        | SmackDown            | SmackDown             | Mr. Money in the Bank                | 8                  |
| 4       | 20        | Angel Garza                                                                 | Raw                  | Raw                   |                                      | 12                 |

Notas
1. Uma stable foi dividida como resultado da primeira noite: Big E permaneceu no SmackDown enquanto seus companheiros do New Day, Kofi Kingston e Xavier Woods, foram convocados para o Raw, levando temporariamente o SmackDown Tag Team Championships com eles (eles mais tarde trocariam os títulos com The Street Profits (Angelo Dawkins e Montez Ford) momentos depois que os então Raw Tag Team Champions foram convocados para o SmackDown durante a noite dois para resolver quaisquer confusões).
2. Uma dupla foi dividida como resultado do draft: Otis permaneceu no SmackDown enquanto seu parceiro do Heavy Machinery, Tucker, foi convocado para o Raw durante o draft suplementar no Talking Smack no dia seguinte.

#### Escolhas complementares:Talking Smack(10 de outubro de 2020)
Um draft suplementar ocorreu no Talking Smack com lutadores que não foram draftados na Noite 1.
| Rodada. | Escolha # | Lutador(a)        | Marca antes do Draft | Marca depois do Draft | Notas | Escolha da marca # |
| ------- | --------- | ----------------- | -------------------- | --------------------- | ----- | ------------------ |
| 5       | 21        | Humberto Carrillo | Raw                  | Raw                   |       | 13                 |
| 5       | 22        | Murphy            | Raw                  | SmackDown             |       | 9                  |
| 5       | 23        | Drew Gulak        | SmackDown            | Raw                   |       | 14                 |
| 5       | 24        | Kalisto           | SmackDown            | SmackDown             |       | 10                 |
| 5       | 25        | Tucker            | SmackDown            | Raw                   |       | 15                 |

Notas
1. Um stable foi dividida como resultado do draft suplementar: Kalisto permaneceu no SmackDown enquanto seus companheiros de Lucha House Party, Gran Metalik e Lince Dorado, foram draftados para o Raw.

### Noite 2:Raw(12 de outubro de 2020)
Houve seis rodadas de escolhas do draft durante a segunda noite A Diretora de Marca da WWE, Stephanie McMahon, anunciou as escolhas para cada um.
| Rodada. | Escolha # | Lutador(a)                                                  | Marca antes do Draft | Marca depois do Draft | Notas                        | Escolha da marca # |
| ------- | --------- | ----------------------------------------------------------- | -------------------- | --------------------- | ---------------------------- | ------------------ |
| 1       | 1         | "The Fiend" Bray Wyatt                                      | SmackDown            | Raw                   |                              | 1                  |
| 1       | 2         | Bayley                                                      | SmackDown            | SmackDown             | Campeã Feminina do SmackDown | 1                  |
| 1       | 3         | Randy Orton                                                 | Raw                  | Raw                   |                              | 2                  |
| 1       | 4         | The Street Profits (Angelo Dawkins e Montez Ford)           | Raw                  | SmackDown             | Campeões de Duplas do Raw    | 2                  |
| 1       | 5         | Charlotte Flair                                             | Raw                  | Raw                   |                              | 3                  |
| 2       | 6         | Braun Strowman                                              | SmackDown            | Raw                   |                              | 4                  |
| 2       | 7         | Daniel Bryan                                                | SmackDown            | SmackDown             |                              | 3                  |
| 2       | 8         | Matt Riddle                                                 | SmackDown            | Raw                   |                              | 5                  |
| 2       | 9         | Kevin Owens                                                 | Raw                  | SmackDown             |                              | 4                  |
| 2       | 10        | Jeff Hardy                                                  | SmackDown            | Raw                   |                              | 6                  |
| 3       | 11        | Retribution (Mustafa Ali, T-Bar, Mace, Slapjack e Reckoning | Raw                  | Raw                   |                              | 7                  |
| 3       | 12        | Lars Sullivan                                               | SmackDown            | SmackDown             |                              | 5                  |
| 3       | 13        | Keith Lee                                                   | Raw                  | Raw                   |                              | 8                  |
| 3       | 14        | King Corbin                                                 | SmackDown            | SmackDown             |                              | 6                  |
| 3       | 15        | Alexa Bliss                                                 | SmackDown            | Raw                   |                              | 9                  |
| 4       | 16        | Elias                                                       | SmackDown            | Raw                   |                              | 10                 |
| 4       | 17        | Sami Zayn                                                   | SmackDown            | SmackDown             | Campeão Intercontinental     | 7                  |
| 4       | 18        | Lacey Evans                                                 | SmackDown            | Raw                   |                              | 11                 |
| 4       | 19        | Cesaro e Shinsuke Nakamura                                  | SmackDown            | SmackDown             |                              | 8                  |
| 4       | 20        | Sheamus                                                     | SmackDown            | Raw                   |                              | 12                 |
| 5       | 21        | Nikki Cross                                                 | SmackDown            | Raw                   |                              | 13                 |
| 5       | 22        | Dolph Ziggler e Robert Roode                                | Raw                  | SmackDown             |                              | 9                  |
| 5       | 23        | R-Truth                                                     | Raw                  | Raw                   | Campeão 24/7                 | 14                 |
| 5       | 24        | Apollo Crews                                                | Raw                  | SmackDown             |                              | 10                 |
| 5       | 25        | Dabba-Kato                                                  | Agente Livre         | Raw                   |                              | 15                 |
| 6       | 26        | Titus O'Neil                                                | Raw                  | Raw                   |                              | 16                 |
| 6       | 27        | Carmella                                                    | SmackDown            | SmackDown             |                              | 11                 |
| 6       | 28        | Peyton Royce                                                | Raw                  | Raw                   |                              | 17                 |
| 6       | 29        | Aleister Black                                              | Raw                  | SmackDown             |                              | 12                 |
| 6       | 30        | Akira Tozawa                                                | Raw                  | Raw                   |                              | 18                 |

#### Escolhas complementares:Raw Talk(12 de outubro de 2020)
Um draft suplementar ocorreu no Raw Talk com lutadores que não foram draftados na Noite 2.
| Rodada. | Escolha # | Lutador                                   | Marca antes do Draft | Marca depois do Draft | Notas | Escolha da marca # |
| ------- | --------- | ----------------------------------------- | -------------------- | --------------------- | ----- | ------------------ |
| 7       | 31        | Lana                                      | Raw                  | Raw                   |       | 19                 |
| 7       | 32        | Natalya                                   | Raw                  | SmackDown             |       | 13                 |
| 7       | 33        | Riddick Moss                              | Raw                  | Raw                   |       | 20                 |
| 7       | 34        | The Riott Squad (Ruby Riott e Liv Morgan) | Raw                  | SmackDown             |       | 14                 |
| 7       | 35        | Arturo Ruas                               | NXT                  | Raw                   |       | 21                 |

Notas
1. Uma dupla foi dividida como resultado do draft suplementar: Lana, que venceu uma batalha real de duas marcas para determinar a desafiante número um de Asuka pelo Raw Women's Championship, permaneceu no Raw, enquanto Natalya, a última eliminada nessa luta, foi convocada para o SmackDown.

### Agentes livres
Vários lutadores foram feitos agentes livres devido a lesões, inatividade ou não terem sido convocados durante o draft. O gráfico é organizado por data.
| Lutador(a)                                                     | Marca antes do Draft | Razão por não ter sido(a) draftado(a)                         | Marca atual | Data                  | Notas |
| -------------------------------------------------------------- | -------------------- | ------------------------------------------------------------- | ----------- | --------------------- | --- |
| Retaliation                                                    | Raw                  | Foi removida do Retribution e das ecolhas do Draft (Noite 2). | NXT         | 9 de outubro de 2020  | Retornou ao NXT com seu nome anterior "Mercedes Martinez." |
| Shorty G                                                       | SmackDown            | Não selecionado durante o Draft (Noite 1).                    | SmackDown   | 12 de outubro de 2020 | A assinatura de Shorty G foi anunciada nas plataformas de mídia social da WWE. |
| Lucha House Party (Gran Metalik e Lince Dorado)                | SmackDown            | Não selecionados durante o Draft (Noite 1).                   | Raw         | 12 de outubro de 2020 | A assinatura do Lucha House Party foi anunciada durante o especial Monday Night Raw Watch Along da WWE.                                                                                           |
| Billie Kay                                                     | Raw                  | Não selecionada durante o Draft (Noite 2).                    | SmackDown   | 13 de outubro de 2020 | A assinatura de Kay foi anunciada nas plataformas de mídia social da WWE. |
| Erik                                                           | Raw                  | Não selecionado durante o Draft (Noite 2).                    | Raw         | 13 de outubro de 2020 | A assinatura de Erik foi anunciada nas plataformas de mídia social da WWE. |
| Tamina                                                         | SmackDown            | Não selecionada durante o Draft (Noite 2).                    | SmackDown   | 13 de outubro de 2020 | A assinatura de Tamina foi anunciada nas plataformas de mídia social da WWE. |
| Zelina Vega                                                    | Raw                  | Não selecionada durante o Draft (Noite 2).                    | SmackDown   | 13 de outubro de 2020 | A assinatura de Vega foi anunciada nas plataformas de mídia social da WWE.. |
| Andrade                                                        | Raw                  | Não selecionado durante o Draft (Noite 2).                    |             |                       | |
| Becky Lynch                                                    | Raw                  | Não foi incluída no Draft.                                    |             |                       | Inativa devido à licença maternidade. |
| Big Show                                                       | Raw                  | Não foi incluído no Draft.                                    |             |                       | Faz aparições esporádicas; apareceu pela última vez na edição de 28 de setembro de 2020 do Raw.                                                                                                   |
| Bo Dallas                                                      | SmackDown            | Não foi incluído no Draft.                                    |             |                       | Apareceu pela última vez na edição de 15 de novembro de 2019 do SmackDown. |
| The Forgotten Sons (Jaxson Ryker, Steve Cutler e Wesley Blake) | SmackDown            | Não foram incluídos no Draft.                                 |             |                       | O grupo foi retirado da televisão em junho de 2020 depois que Ryker tweetou seu apoio ao presidente dos EUA, Donald Trump, durante o movimento Black Lives Matter e os protestos de George Floyd. |
| Ivar                                                           | Raw                  | Não foi incluído no Draft.                                    |             |                       | Inativo devido a uma lesão no pescoço. |
| Jimmy Uso                                                      | SmackDown            | Não foi incluído no Draft.                                    |             |                       | Inativo devido a uma lesão no joelho. |
| Jinder Mahal                                                   | Raw                  | Não foi incluído no Draft.                                    |             |                       | Inativo devido a uma lesão no joelho. |
| Kane                                                           | SmackDown            | Não foi incluído no Draft.                                    |             |                       | Inativo devido a servir como prefeito do Condado de Knox, Tennessee. |
| Maryse                                                         | SmackDown            | Não foi incluída no Draft.                                    |             |                       | Apareceu pela última vez na edição de 13 de dezembro de 2019 do SmackDown. |
| Mickie James                                                   | Raw                  | Não selecionada durante o Draft (Noite 1).                    |             |                       | |
| Mojo Rawley                                                    | SmackDown            | Não foi incluído no Draft.                                    |             |                       | Apareceu pela última vez na edição de 19 de junho de 2020 do SmackDown. |